# Ioan Theodor Florescu
Ioan Theodor Florescu (n. 2 decembrie 1871 – d. 1950) a fost un jurist și om politic român.
A lucrat ca avocat. A fost membru al grupului de orientare conservatoare, aderând ulterior la formațiunea condusă de Take Ionescu. A trecut apoi la liberali, fiind vicepreședinte al Camerei Deputaților, în perioada cât această instituție s-a aflat la Iași (1916-1917). A fost ministru de Justiție (19 ianuarie 1922 - 30 octombrie 1923) în guvernul condus de Ion I. C. Brătianu.
A demisionat din PNL, formând în ianuarie 1929 Gruparea "Omul liber", împreună cu un grup de foști aderenți ai Partidului Național Liberal. Acest grup s-a constituit în anul 1931 în Partidul Liberal-Democrat, un partid politic minor. După numirea acestuia în funcția de ministru al României în Spania, partidul a continuat să aibă numai o existență formală, fiind dizolvat la 30 martie 1938.
După preluarea puterii de către comuniști, a fost arestat în anul 1949. A murit în timpul detenției la penitenciarul Jilava, în anul 1950.